# Fahed Dermech
Fahed Dermech (ur. 26 listopada 1966 w Al-Mahdijji) – tunezyjski piłkarz występujący na pozycji obrońcy.
Wraz z Étoile Sportive du Sahel zdobył dwukrotnie mistrzostwo Tunezji (1986, 1987), a także sięgnął po Puchar Tunezji w 1983.
W barwach VfL Wolfsburg, Tennis Borussii Berlin i Hannoveru 96 rozegrał łącznie 71 spotkań i zdobył cztery bramki w 2. Bundeslidze.
W reprezentacji Tunezji zadebiutował 5 sierpnia 1989 w wygranym 3:0 towarzyskim meczu z Malawi. W latach 1989–1991 w drużynie narodowej rozegrał sześć spotkań.